# Miroslavské Knínice
Miroslavské Knínice là một làng thuộc huyện Znojmo, vùng Jihomoravský, Cộng hòa Séc.